# Келли, Лоррейн
Лоррейн Келли (англ. Lorraine Kelly; род. 30 ноября 1959 года, Глазго, Шотландия, Великобритания) — британская журналистка и медийная личность, ведущая авторской передачи «Lorraine» на телеканале ITV и благотворительной программы «STV Children’s Appeal».
В 2012 была назначена офицером ордена Британской империи за заслуги в благотворительности и в 2020 году была повышена до командора за заслуги в области вещания, журналистики и благотворительности.

## Биография
Родилась в районе Горбалс в Глазго. Через несколько лет семья Лоррейн переехала в Ист Килбрайд.
Она отказалась от учёбы в университете, посвятив себя работе в местной газете «East Kilbride News», а в 1983 она присоединилась к «BBC Scotland» как исследователь.

## Карьера

### TV-am и Good Morning Britain (1984—1993)
В октябре 1984 перешла на шоу «TV-am», в качестве репортёра в Шотландии. Известным стал её репортаж о катастрофе рейса 103 в Локерби, после него, Лоррейн вместе с репортёром Джеффом Мидом стала ведущей летней версии «TV-am» по субботам.
Весь остаток 1989 она заменяла некоторых ведущих по будням, а 31 января 1990 года стала главной ведущей «Good Morning Britain» с Майком Моррисом.

### GMTV (1993—2010)
В январе 1993 года Лоррейн перешла на шоу «GMTV», в роли ведущей рубрики «Top of the Morning». В марте, после ухода Фионы Армстронг, была повышена до ведущей основной программы.
В июне 1994 года ушла в декрет и вскоре была уволена, но в ноябре того же года вернулась как ведущая блока «Мама и ребёнок». Через некоторое время она стала ведущей программы «Nine O’Clock Live». Поскольку шоу пользовалось популярностью, его перенесли на более ранее время и переименовали в «Lorraine Live».
Осенью 2000 года программа Лоррейн была переименована в «LK Today», поскольку «GMTV» сменило название на «GMTV Today». Чуть позже, в рамках ребрендинга 2009 года, шоу было переименовано в «GMTV with Lorraine» и получило новое оформление.
Келли представила программу «Liquid News» на BBC Three и её спин-офф «Liquid Eurovision», где стала национальным представителем Соединённого Королевства во время подсчёта голосов на конкурсе «Евровидение» в 2003 и 2004 годах.
C 2004 по 2006 годы была ведущей программы «This Morning» с Филиппом Шофилдом по понедельникам и пятницам, чтобы позволить Ферн Бриттон проводить больше времени со своей семьёй.
Была приглашенной ведущей программы «The Friday Night Project» на Channel 4 и «The Paul O’Grady Show», куда возвращалась три раза с 2006 по 2008 годы из-за огромной популярности.
В 2006 сняла документальный фильм «Secrets Revealed — DNA Stories», транслировавшуюся Sky Real Lives. Вторая серия была показана в 2008.
Была ведущей ежегодной премии «Glenfiddich Spirit of Scotland Awards» транслировавшейся на телеканале STV в 2005 и 2006 годах.
Согласно данным газеты «Sunday Mirror», в 2007 году Келли не разрешили участвовать в рекламной кампании сети супермаркетов «Asda», поскольку управляющий директор «GMTV» считал, что это создаст ещё большую анти-рекламу «GMTV», которое недавно оштрафовал Ofcom на 2 миллиона фунта стерлингов.
В июле 2010, после того, как ITV выкупила последние 25 % акций у телекомпании, выпускающей «GMTV», было объявлено, что вместо «GMTV» в эфир выйдет два новых шоу «Daybreak» и «Lorraine».

### Lorraine, STV Children’s Appeal и другие проекты (2010 — настоящее время)

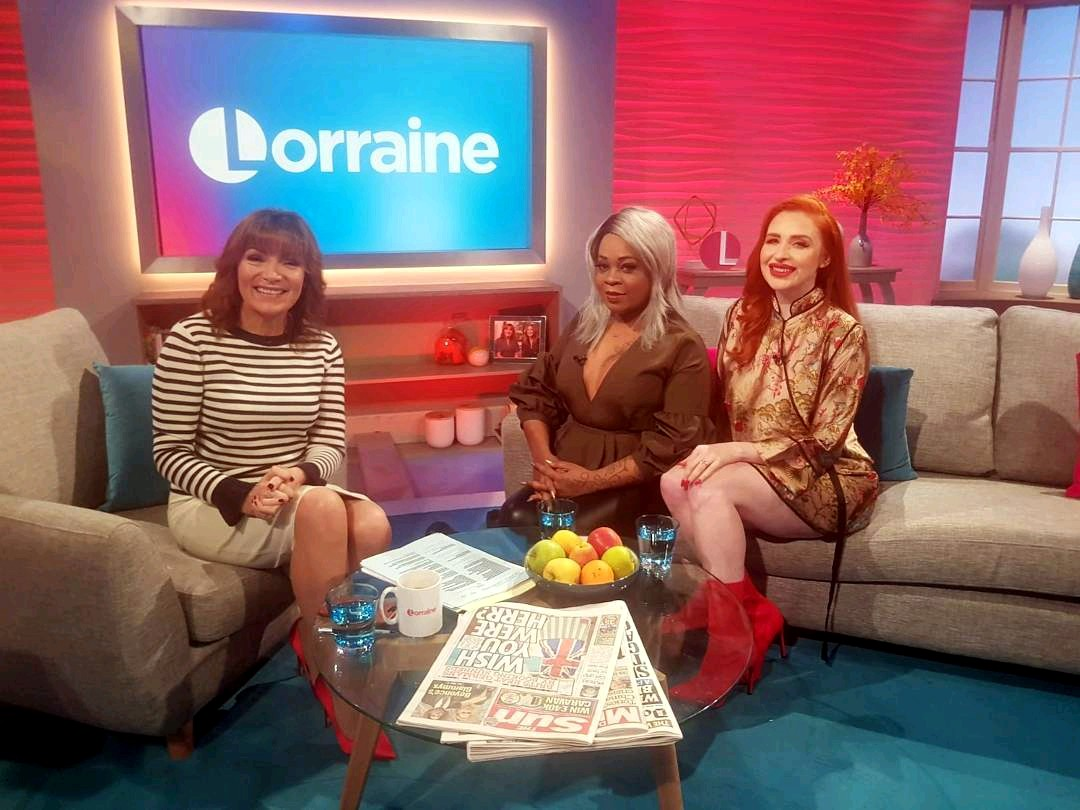
Участницы шоу «The Voice» — Loaded Sista в гостях у Лоррейн

6 сентября 2010 года программа Лоррейн стартовала вместе с «Daybreak».
В том-же году сняла шестисерийный документальный сериал «Lorraine Kelly’s Big Fat Challenge», показанный на Bio. В сериале Лоррейн и команда экспертов рассказывали о том, как «самая толстая семья Великобритании» Чоннер пытается сбросить вес и изменить свою жизнь.
В 2011 году Келли представила эпизод «Children's Hospital» на ITV, стала приглашённой ведущей шоу «Never Mind the Buzzcocks» на BBC Two, а также участвовала в озвучке анимационной детской программы «Raa Raa the Noisy Lion» телеканала CBeebies. Ежегодно ведёт благотворительную передачу «Children’s Appeal» на STV вместе с Шоном Бэтти.
4 мая 2012 стало известно, что Лоррейн заменит Кристин Бликли в «Daybreak». 3 сентября 2012 года она дебютировала вместе с Аледом Джонсом и работала с ним в паре с понедельника по четверг, а по пятницам вела программу вместе с Кейт Гаррауэй.
В феврале 2014 году Келли объявила, что уйдёт с «Daybreak», чтобы сосредоточиться над своим шоу. В этом же году Лоррейн снялась в эпизоде ситкома «Birds of a Feather», а 19 сентября в эфире «Good Morning Britain», заменившего «Daybreak» сообщала из Данди о результатах референдума о независимости Шотландии.
10 мая 2016 года представила 4-ёх эпизодное документальное шоу «Penguin A&E with Lorraine Kelly» на Channel 5.
В 2018 была соведущей программы «Wedding Day Winners with Rob Rob Beckett» на BBC One.
Во время пандемии COVID-19 вместо собственной «Lorraine» вела «Good Morning Britain with Lorraine», ориентированную на новости. «Lorraine» вернулась в эфир и в собственную студию 13 июля.

### Газеты
Келли еженедельно пишет колонки для «The Sun» и «The Sunday Post».

## Благотворительная деятельность
Келли является покровительницей всемирных исследований рака, благотворительной организации по защите прав человека «POhWER» и «Help for Heroes».
Амбассадор благотворительной организации «Sightsavers».
Почётный покровитель Кортъярда, Центра искусств Херефордшира.
В 2011 году Келли была в числе знаменитостей, принявших участие в «BT Red Nose Desert Trek», организованное благотворительной организацией «Comic Relief» в пустыне Кайсут и собрала 1.375.037 фунтов стерглинов.

## Награды и звания

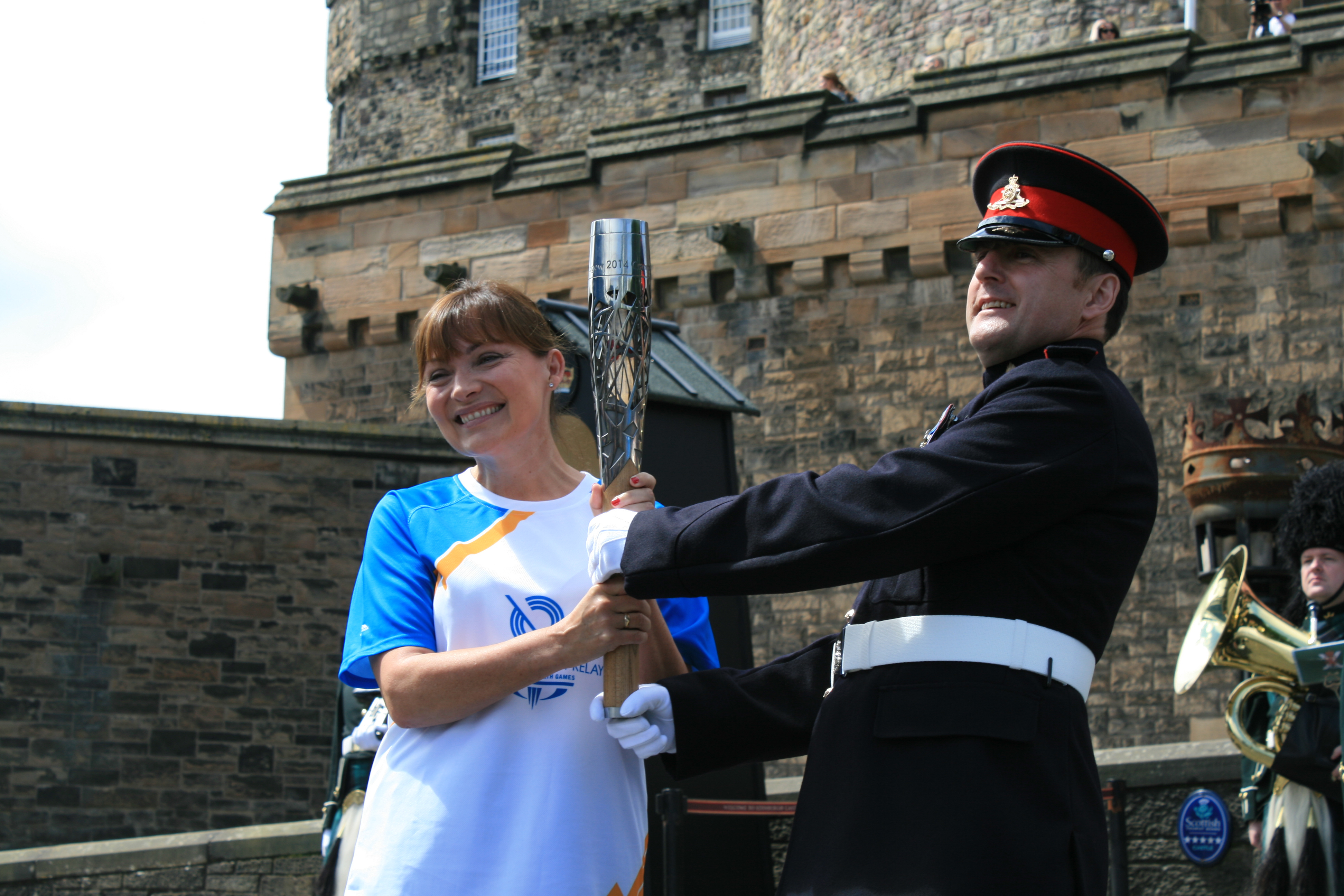
Лоррейн на Королевской эстафете в Шотландии

В апреле 1991 года Келли была удостоена премии «TRIC Diamond Jubilee Award». В 2004 году избрана ректором Университета Данди и занимала эту должность до 2007. Через год, 20 июня 2008 года удостоена звания почетного доктора права того же университета за заслуги в благотворительности. 28 июня 2018 года получила звание почетного доктора искусств Эдинбургского университета Нейпира.
Келли была назначена офицером ордена Британской империи в 2012 году за заслуги в благотворительности, а в 2020 была повышена до командора ордена Британской империи за заслуги в области вещания, журналистики и благотворительности.
16 ноября 2014 года получила специальную премию BAFTA в честь 30-летия своей карьеры на телевидении.
В 2015 году Лоррейн получила «Почетную гей-премию» на церемонии Attitude Awards 2015 за поддержку ЛГБТ-сообщества.
С июня 2009 года является почетным полковником армейских кадетских сил батальона Black Watch, а в ноябре 2019 году стала национальным почетным полковником армейских кадетских сил.

## Личная жизнь
Мама Лоррейн является католиком, а отец — Протестантом. Несмотря на это, журналистка является критиком католических школ в Шотландии.
С 1993 по 2005 год Келли жила в Беркшире, со своим мужем телевизионным оператором Стивом Смитом, за которого она вышла замуж в 1992 году.
До декабря 2017 года Лоррейн жила в Данди, до решения продать дом, для того чтобы быть ближе к работе и проводить больше времени с семьёй. Телеведущая описала себя как «усыновленную дандианку», и что несмотря на переезд, всегда будет считать Данди своим домом.
Имеет дочь Рози, родившуюся в 1994 году. Вторая беременность Келли в 2000 году закончилась выкидышем.
C 1987 года является болельщицей футбольной команды «Данди Юнайтед».
В 2018 году рассказала об опыте переживания менопаузы и призвала женщин рассказывать свои истории.